# Чурка
Вижте пояснителната страница за други значения на Чурка.
Чурка е село в Южна България. То се намира в община Мадан, област Смолян.

## География
Село Чурка се намира в планински район. То е разположено на 5,5 километра от Мадан. Това китно родопско селце е разположено между селата Мъглища и Ловци. То е с малък брой жители, каквито са повечето села в района.

## История
В района са открити останки както от римско, така и от тракийско време, а останките от Османската империя личат от сградите и каменните зидове по билата на местните върхове.